# 辅助医护人员

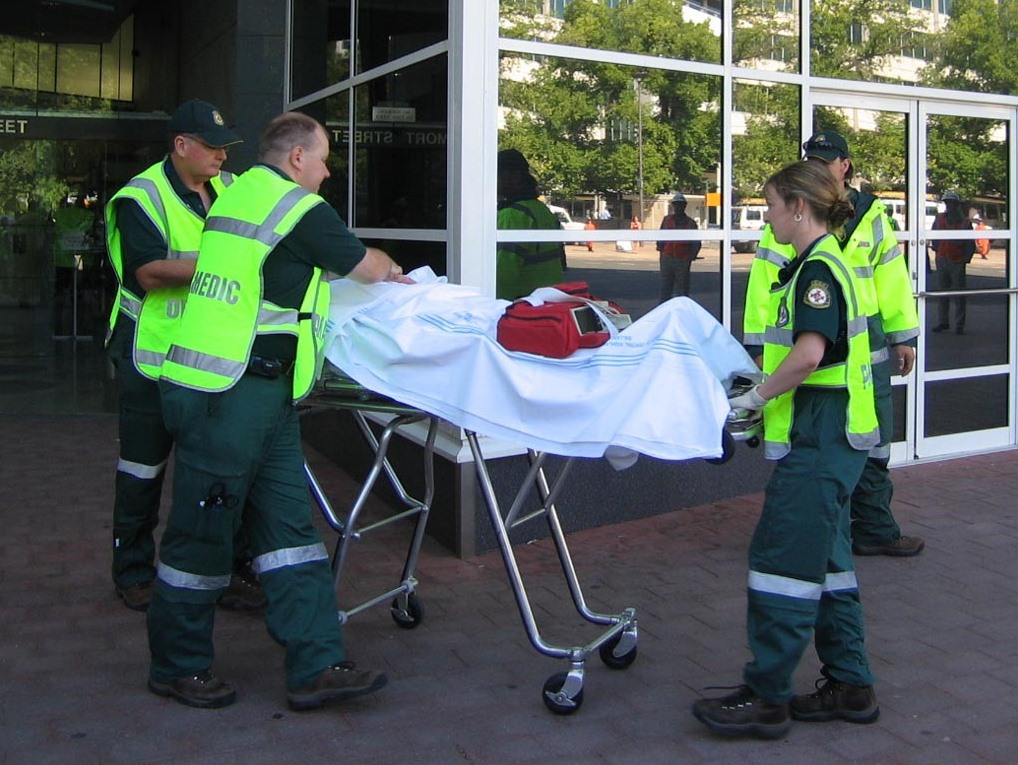
訓練任務中的澳洲中央區救傷服務局（ACTAS）的醫療輔助人員。

醫療輔助人員 （英語：Paramedic），是工作于急救情况下的医务职务。其可以正式定义为在病患或伤患送到医院前提供高级生命支持服务的人员，通常也就是指急救。 其工作内容包括病情发作后对病情作出初步评估，并在病患需要的前提下在送往医院路上进行治疗措施。其能为医学紧急情况和肉体昏迷提供护理。大多数从业的工作场所都是在救护车、呼救应急车、巡回应急车上。他们提供医院外救治和轻度诊断。 也有一些会在院内从事医护。

## 各國的辅助医护人员

### 中華民國（臺灣）
依中華民國緊急醫療救護法第二十四條規定，緊急醫療技術員依照所能進行的救護處置可分爲初、中、高三種等級；其中僅有高級救護技術員屬於英語字義上的輔助醫護人員（EMT-Paramedic）。
考取高級救護技術員的資格爲領有中級救護員證書四年以上或專科以上學校畢業並領有中級救護員證書。高級救護技術員需經1280小時之訓練後考取，並在規範年度內完成繼續訓練時數門檻方能維持其資格。
高級救護技術員所能執行的業務內容涵蓋初級與中級救護技術員所能執行之技術，另外在醫師預立醫囑下施行以下救護項目：
- 注射及給藥
- 氣管插管
- 電擊去顫術
- 使用自動體外心律器
- 其他經中央衛生主管機關認可之項目

然實際上所能執行之項目依照各直轄市、縣市政府存有不同規定。
在台灣，救護技術員多隸屬於消防單位底下，高級救護員常被指派於專責救護隊、高級救護隊內服務，同時也是擔任訓練初級、中級救護員之教官。

## 脚注
1. ↑  . （原始内容存档于2011-09-08）.
2. ↑  McCaffrey, Raymond. . The Washington Post. 2008-04-04  [2014-04-15]. （原始内容存档于2018-10-03）.
3. ↑  . Mcgraw Hill.   [2013-02-25].

## 延伸阅读
- . University of Maryland Medical Center.   [2005-12-30]. （原始内容存档于2007-06-02）.
- (PDF). National Highway Traffic Safety Administration.   [2012-11-11]. （原始内容存档 (PDF)于2021-03-24）.
- . ISBN 978-0-9565482-0-7.

## 外连
- National EMS Museum
- National EMS Museum
- National Registry of Emergency Medical Technicians （页面存档备份，存于）
- National Association of Emergency Medical Technicians （页面存档备份，存于）
- NHTSA Emergency Medical Services National Page （页面存档备份，存于）
- Medical Jobs for all qualifed medics
- Medical Education Solutions （页面存档备份，存于）